# Granata lyrata
Granata lyrata is een slakkensoort uit de familie van de Chilodontaidae. De wetenschappelijke naam van de soort is voor het eerst geldig gepubliceerd in 1890 door Pilsbry.